# Noites de Alface
Noites de Alface é um filme brasileiro de 2021, de gênero drama, escrito e dirigido por Zeca Ferreira, baseado no livro homónimo de Vanessa Barbara. O filme é estrelado por Marieta Severo e Everaldo Pontes, nos papeis principais, além das participações de João Pedro Zappa, Inês Peixoto, Teuda Bara e Romeu Evaristo. 

## Sinopse
Após presenciar a morte de sua esposa Ada (Marieta Severo), o birrento Otto (Everaldo Pontes) volta a ter problemas para dormir sem o seu remédio natural: um chá de alface que a mulher preparava todas as noites. Sozinho e cansado, sua única opção é observar o cotidiano de seus peculiares vizinhos, todavia, sua participação inicia a ser mais interativa do que o imaginado.[carece de fontes?]

## Elenco
- Marieta Severo como Ada [2]
- Everaldo Pontes como Otto [2]
- João Pedro Zappa como Nico [2]
- Inês Peixoto como Teresa [2]
- Teuda Bara como Iolanda [2]
- Romeu Evaristo como Aníbal  [2]
- Pedro Monteiro como Aidan [2]
- Izak Dahora como Augusto [2]